# 脂滴
脂滴（英语：Lipid droplets、Lipid bodies或Adiposomes），是富含脂质的细胞器，可调节中性脂质的储存和水解，主要存在于脂肪组织中。它们还充当胆固醇和甘油酯的储库，用于膜的形成和维持。脂滴存在于所有真核生物中，并在哺乳动物的脂肪细胞中储存了很大一部分脂质。最初，这些脂滴被认为仅作为脂肪库，但自从1990年代在脂滴外壳中发现了调节脂滴动态和脂质代谢的蛋白质后，脂滴被视为高度动态的细胞器，并在调节细胞内脂质储存和脂质代谢方面起着非常重要的作用。脂滴在脂质和胆固醇储存之外的作用渐渐开始被阐明，包括通过类花生酸的合成和代谢与炎症反应以及肥胖、癌症和动脉粥样硬化等代谢紊乱的密切关联。在非脂肪细胞中，已知脂滴通过以中性甘油三酯（TAGs）的形式储存脂肪酸，在防止脂肪毒性方面发挥作用，其中甘油三酯由三个与甘油结合的脂肪酸组成。另外，脂肪酸可以转化为脂质中间体，如甘油二酯（DAGs）、神经酰胺和脂酰辅酶A。这些脂质中间体会损害胰岛素信号，这被称为脂质诱导的胰岛素抵抗和脂肪毒性。脂滴也可作为蛋白质结合和降解的平台。最后，已知脂滴会被丙型肝炎病毒、登革热病毒和沙眼衣原体等病原体利用。

## 结构
脂滴由中性脂质核心组成，主要由甘油三酯和被磷脂单层包围的胆固醇酯组成。脂滴的表面被一些参与调节脂质代谢的蛋白质所装饰。第一个也是最典型的脂滴外壳蛋白质家族是围脂滴蛋白家族（perilipin protein family），由五种蛋白质组成。这五种蛋白质包括围脂滴蛋白1（PLIN1）、围脂滴蛋白2（PLIN2/ADRP）、围脂滴蛋白3（PLIN3/TIP47）、围脂滴蛋白4（PLIN4/S3-12）和围脂滴蛋白5（PLIN5/OXPAT/LSDP5/MLDP）。蛋白质组学研究表明了许多其他蛋白质家族与脂质表面的关联，包括参与膜囊泡运输、囊泡对接、胞吞作用和胞吐作用的蛋白质。对脂滴的脂质成分的分析揭示了多种磷脂种类的存在，其中磷脂酰胆碱和磷脂酰乙醇胺的含量最多，其次是磷脂酰肌醇。
脂滴的大小变化很大，从20nm至40nm甚至100um不等。在脂肪细胞中，脂质体往往较大，它们可能构成细胞的大部分，而在其他细胞中，它们可能仅在特定条件下被诱导并且体积小得多。

## 形成
脂滴从内质网膜上萌芽。最初，晶状体通过在其磷脂双分子层的两层之间积累甘油三酯形成。新生的脂滴可能通过脂肪酸的扩散、甾醇的胞吞作用或借助SNARE蛋白融合较小的脂滴而生长。磷脂的不对称积累促进了脂滴的出芽，并降低了胞质溶胶的表面张力。还观察到脂滴是由现有脂滴裂变产生的，尽管这被认为不如从头形成那么常见。

用无标记活细胞成像技术观察脂滴

内质网中脂滴的形成始于要运输的中性脂质的合成。从甘油二酯制造甘油三酯（通过添加脂肪酰基链）由DGAT蛋白催化，尽管这些蛋白和其他蛋白的需求程度取决于细胞类型。无论是DGAT1或DGAT2都不是甘油三酯合成或液滴形成所必需的，尽管缺乏这两者的哺乳动物细胞不能形成脂滴，并且甘油三酯的合成会严重受阻。DGAT1似乎更喜欢外源性脂肪酸底物，不是生命所必需的；DGAT2似乎更喜欢内源性合成的脂肪酸，是生命所必需的。
在非脂肪细胞中，脂质储存、脂滴合成和脂滴生长可由各种刺激诱导，包括生长因子、长链不饱和脂肪酸（包括油酸和花生四烯酸）、氧化应激和炎症刺激物如细菌脂多糖、各种微生物病原体、血小板活化因子、类花生酸和细胞因子。
一个例子是作为不饱和脂肪酸衍生物的内源性大麻素，它主要被认为是从细胞膜中的磷脂前体“按需要”合成的，但也可能在细胞内脂滴中合成和储存，并在适当条件下从这些储存中释放出来。
使用无标记活细胞成像，可以观察活的和无标记的脂滴的形成。

## 图像

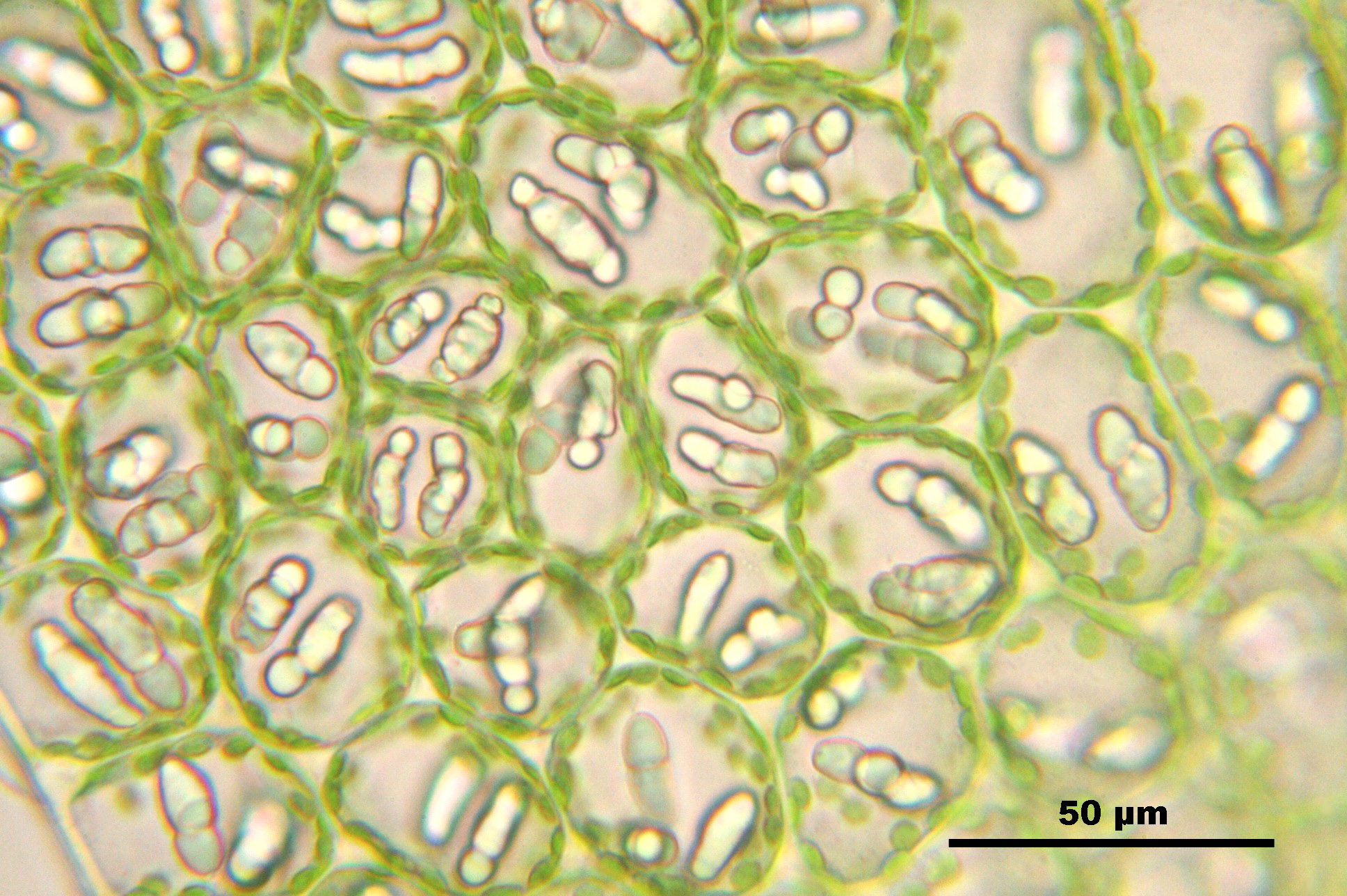
密叶被蒴苔中的油体，一种多叶地钱